# Дренчерный ороситель

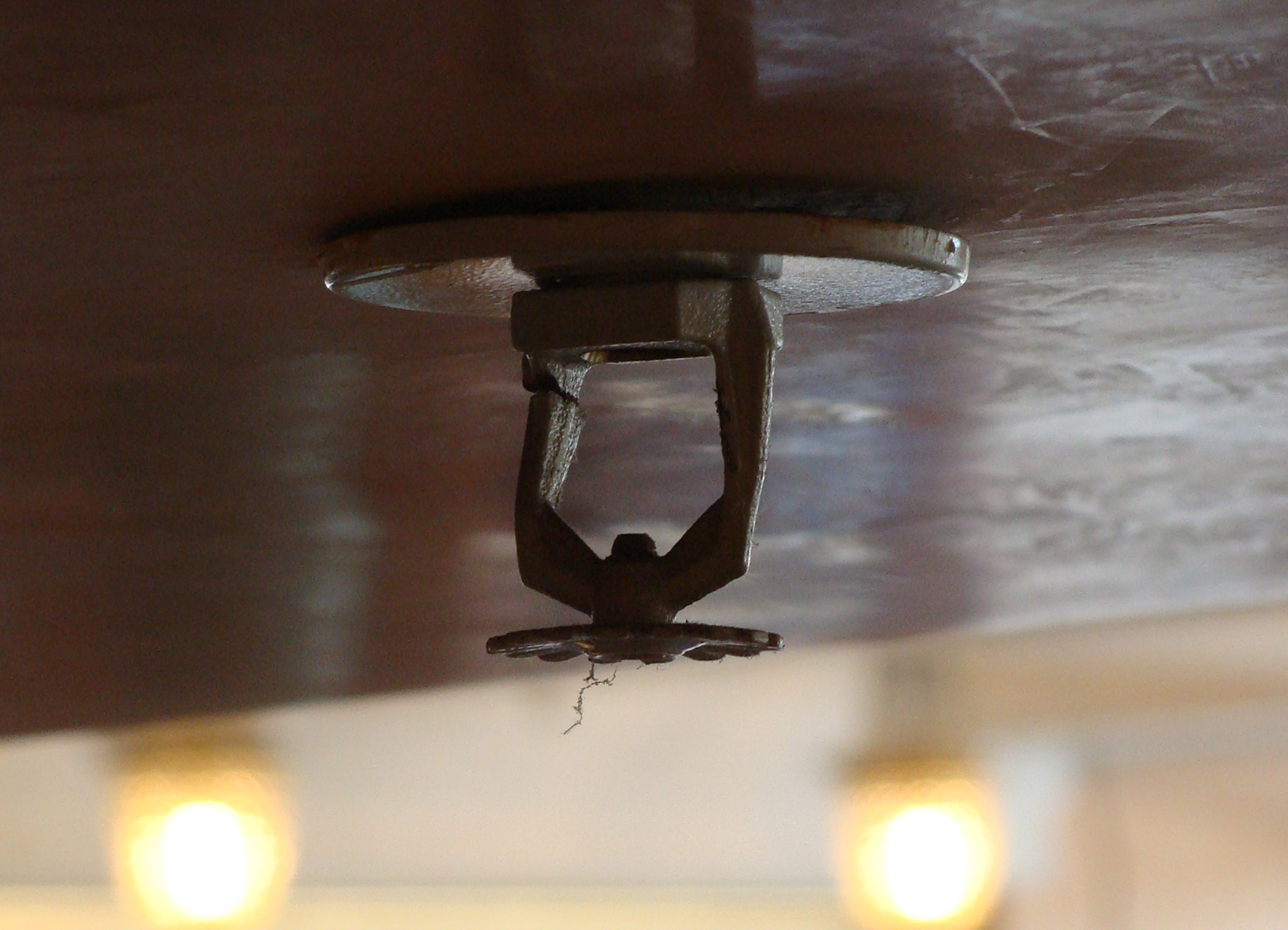
Дренчерный ороситель

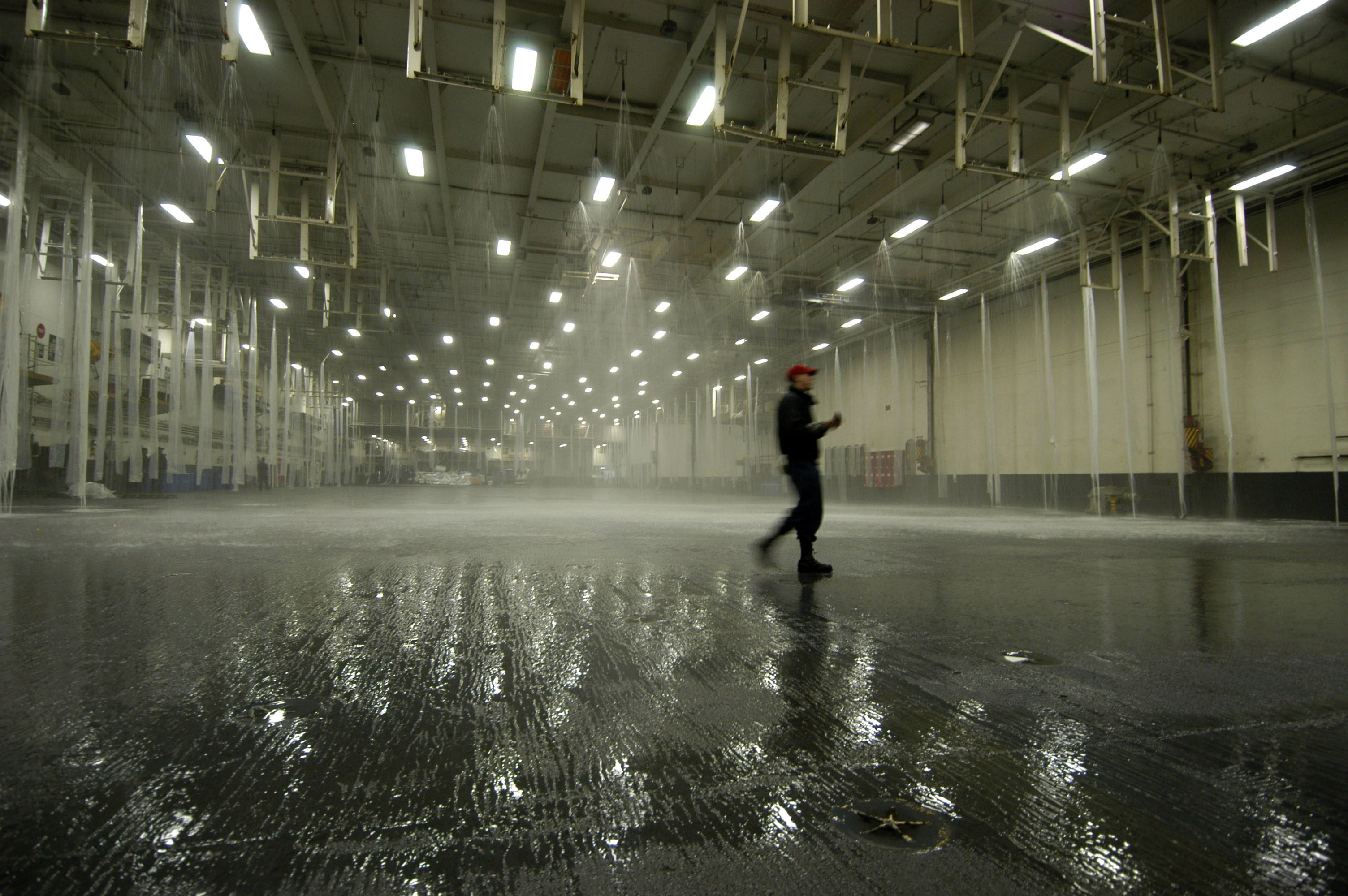
Дренчерное пожаротушение: вода подается сразу по большой площади из множества оросителей

Дренчерный ороситель, дренчер (от англ. drench — орошать) — ороситель для тушения пожара с открытым выходным отверстием. Дренчерный ороситель предназначен для разбрызгивания или распыления воды, либо водных растворов. Устанавливается на трубопроводах систем водяного и пенного пожаротушения под потолком или на стене. В отличие от спринклерного оросителя не имеет теплового замка. Из нескольких дренчерных оросителей может состоять пожаротушащая головка.:83 Для систем пожаротушения с повышенным расходом воды для тушения взрывчатых материалов также используется термин "насадок".
Так как в оросителях дренчерных установок отсутствуют тепловые замки, такие системы срабатывают при поступлении сигнала от внешних устройств обнаружения очага возгорания — датчиков технологического оборудования, пожарных извещателей, а также от побудительных систем — трубопроводов, заполненных огнетушащим веществом или тросов с тепловыми замками, предназначенных для автоматического и дистанционного включения дренчерных установок.
Виды дренчерных оросителей:
- специальные оросители для дренчерных завес в проёмах;
- специальные оросители для дренчерных завес на причальных комплексах;
- обычные дренчерные оросители[6].

## Дренчерные оросители систем тушения тонкораспылённой водой

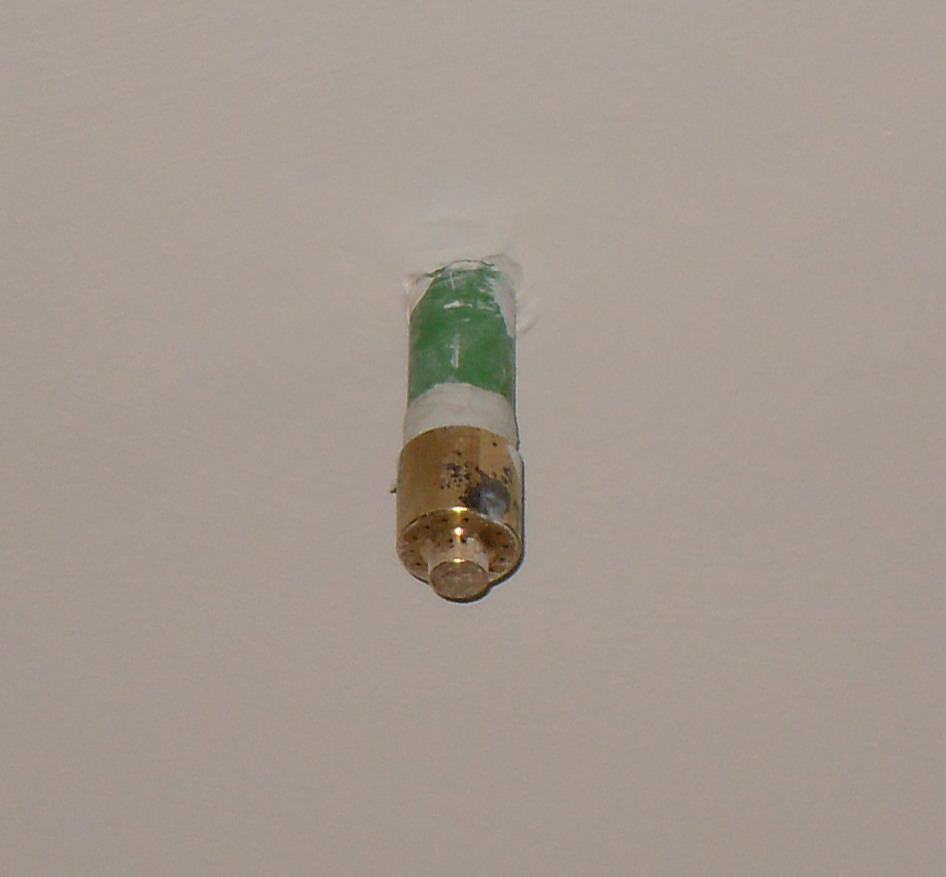
Дренчерный ороситель для тушения тонкораспылённой водой

Тонкораспылённой водой в России, в соответствии с НПБ 88-2003, считается распылённая вода со средним диаметром капель не более 150 микрон. В других странах нет единого понятия тонкораспылённой воды. Например, оросители тонкораспылённой воды
типа AquaMist дают распыл: АМ 10 менее 340 мкм; АМ 4 менее 220 мкм; АМ 25 менее 450 мкм.
Сопла оросителей систем тушения тонкораспылённой водой подразделяются по способу распыления жидкости:
- струйные сопла высокого давления;
- сопла с разбиением жидкости за счёт взаимодействия струй;
- сопла с разбиением жидкости за счёт соударения струи жидкости с дефлекторами;
- газодинамические сопла (двухфазные сопла).[8]

## Водяные завесы
Водяные завесы могут использоваться для защиты технологических проёмов, ворот или дверей. При ширине до 5 м распределительный трубопровод с оросителями выполняется в одну нитку. Расстояние между оросителями дренчерной завесы вдоль распределительного трубопровода при монтаже в одну нитку следует определять из расчёта обеспечения по всей ширине защиты удельного расхода 1 л/(с·м). При ширине защищаемых технологических проёмов, ворот или дверей 5 м и более и при использовании завес вместо противопожарных стен распределительный трубопровод с оросителями выполняется в две нитки с удельным расходом каждой нитки не менее 0,5 л/(с·м), нитки располагаются на расстоянии между собой 0,4—0,6 м; оросители относительно ниток должны устанавливаться в шахматном порядке. Крайние оросители, расположенные рядом со стеной, должны отстоять от неё на расстоянии не более 0,5 м. Если водяная завеса предназначена для повышения огнестойкости стен, то используются две нитки с оросителями, каждая из которых монтируется с противоположной стороны стены на расстоянии от стены не более 0,5 м; удельный расход каждой завесы не менее 0,5 л/(с·м). В работу включается та нитка, со стороны которой регистрируется пожар.
В залах учреждений культуры вместимостью менее 800 человек, где не имеется противопожарного занавеса, портальный проём должен защищаться дренчерной установкой (водяной завесой).